# EDNRB
EDNRB (англ. Endothelin receptor type B) – білок, який кодується однойменним геном, розташованим у людей на короткому плечі 13-ї хромосоми. Довжина поліпептидного ланцюга білка становить 442 амінокислот, а молекулярна маса — 49 644.
| 10         |  | 20         |  | 30         |  | 40         |  | 50         |
| ---------- |  | ---------- |  | ---------- |  | ---------- |  | ---------- |
| MQPPPSLCGR |  | ALVALVLACG |  | LSRIWGEERG |  | FPPDRATPLL |  | QTAEIMTPPT |
| KTLWPKGSNA |  | SLARSLAPAE |  | VPKGDRTAGS |  | PPRTISPPPC |  | QGPIEIKETF |
| KYINTVVSCL |  | VFVLGIIGNS |  | TLLRIIYKNK |  | CMRNGPNILI |  | ASLALGDLLH |
| IVIDIPINVY |  | KLLAEDWPFG |  | AEMCKLVPFI |  | QKASVGITVL |  | SLCALSIDRY |
| RAVASWSRIK |  | GIGVPKWTAV |  | EIVLIWVVSV |  | VLAVPEAIGF |  | DIITMDYKGS |
| YLRICLLHPV |  | QKTAFMQFYK |  | TAKDWWLFSF |  | YFCLPLAITA |  | FFYTLMTCEM |
| LRKKSGMQIA |  | LNDHLKQRRE |  | VAKTVFCLVL |  | VFALCWLPLH |  | LSRILKLTLY |
| NQNDPNRCEL |  | LSFLLVLDYI |  | GINMASLNSC |  | INPIALYLVS |  | KRFKNCFKSC |
| LCCWCQSFEE |  | KQSLEEKQSC |  | LKFKANDHGY |  | DNFRSSNKYS |  | SS         |

A: Аланін

C: Цистеїн

D: Аспарагінова кислота

E: Глутамінова кислота

F: Фенілаланін

G: Гліцин

H: Гістидин

I: Ізолейцин

K: Лізин

L: Лейцин

M: Метіонін

N: Аспарагін

P: Пролін

Q: Глутамін

R: Аргінін

S: Серин

T: Треонін

V: Валін

W: Триптофан

Кодований геном білок за функціями належить до рецепторів, g-білокспряжених рецепторів, білків внутрішньоклітинного сигналінгу, фосфопротеїнів. 
Задіяний у такому біологічному процесі, як альтернативний сплайсинг. 
Локалізований у клітинній мембрані, мембрані.